# San Pablo Autopan
San Pablo Autopan är en ort i Mexiko.   Den ligger i delstaten Mexiko, i den sydöstra delen av landet, 60 km väster om huvudstaden Mexico City. San Pablo Autopan ligger 2 613 meter över havet och antalet invånare är 30 417.
Terrängen runt San Pablo Autopan är huvudsakligen platt, men söderut är den kuperad. Runt San Pablo Autopan är det tätbefolkat, med 683 invånare per kvadratkilometer. Närmaste större samhälle är Toluca, 7,6 km söder om San Pablo Autopan. Trakten runt San Pablo Autopan består till största delen av jordbruksmark.